# إصابة صدرية
الإصابة الصدرية هي شكلٌ من أشكال الإصابة البدنية التي يتعرض لها الصدر وجميع الأعضاء والعظام الواقعة فيه كالضلوع والقلب والرئتين. تتسبب إصابات الصدر في ربع عدد الوفيات الناجمة من الإصابات الرضحية. عادةً ما تحدث إصابات الصدر نتيجة تعرض الجسم إلى حوادث عنيفة كالحوادث المرورية أو نتيجة اختراق الجسم بآلات حادة كجروح الطعن.

## التصنيف
إصابات الصدر تُصنف إلى إصاباتٍ كليلة أو نافذة، وكلاهما متباينان في الفزيولوجيا المرضية والمسار السريري.
تنقسم أنواع الإصابات الصدرية إلى الآتي:
- إصابات في جدار الصدر، مثل:
  - الرضة الصدرية أو الورم الدموي.
  - الكسر الضلعي.
  - الصدر السائب.
  - كسر عظمة القص.
  - كسر حزام الكتف.
- إصابات الرئة والتجويف الجنبي، مثل:
  - الرضة الرئوية.
  - التمزق الرئوي.
  - استرواح الصدر.
  - تدمي الصدر.
  - استرواح الصدر الدموي.
- إصابات الممرات الهوائية، مثل:
  - الإصابة الرغامية القصبية.
- الإصابات القلبية، مثل:
  - الاندحاس القلبي.
  - الرضة العضلية القلبية [الإنجليزية].
  - السكتة القلبية الرضحية.
  - تدمي التامور.
- إصابات الأوعية الدموية، مثل:
  - تمزق الأبهر الرضحي.
  - إصابة الشريان الأبهر الصدري.
  - تسلخ الأبهر.
- إصابات بعض التراكيب الجذعية، مثل:
  - أمراض المريء (متلازمة بورهاف).
  - تمزق الحجاب الحاجز.

## التشخيص
غالب الإصابات الكليلة يُتعامل معها بتدخلات بسيطة نسبيُا كالتنبيب الرغامي والتهوية الميكانيكية وإدخال الأنبوب الصدري، وتشخيص الإصابات الكليلة أكثر صعوبة وقد يتطلب إجراءات إضافية كاستخدام التصوير المقطعي المحوسب. غالبًا ما تتطلب الإصابات النافذة تدخلًا جراحيًا ولا حاجة غالبًا لإجراءات إضافية للتشخيص. على أن أصحاب الإصابات النافذة يتدهورون سريعًا إلا أنهم في غالب الأحوال يتعافون أسرع من ذوي الإصابات الكليلة.